# Steve Jocz
Stephen Martin Jocz (Ajax (Ontario, Kanada), 1981. július 23. –) lengyel származású zenész, aki a Sum 41 dobosa volt 2013 áprilisáig.
Stevo szülei (Marg és Phil Jocz) keresztények és konzervatív nézeteket vallanak, míg fiuk ateista, akinek a valódi neve Stephen, de csak Stevo 32-ként, vagy egyszerűen Stevo-ként ismert. Egy nővére van, Jenn.
1993 körül ismerte meg Derycket, később ők lettek a Sum 41 első két tagja, ő volt a legfiatalabb a zenekarban. Életmódját tekintve vegán.

## A Sum 41 előtt
Stevo Deryckkel és Cone-nal járt egy iskolába Ajax-ban.
Már fiatalon (18-19 éves korában) is minden balhéban benne volt (pl. pizzéria kirablása vízipuskákkal), és az is maradt. Egyik kedvenc mulatsága, hogy romlott tejjel teli óvszerekkel dobálja a napozókat. A Road to Ruin epizódokban is ő és Deryck szerepelnek a legtöbbet.

## Sum 41
Egyike a Punk Voter vezetőinek és a George W. Bush politikáját támadóknak. Politikai nézeteit gyakran az interjúkban is hangoztatja. 2013 április 18.-án jelentette be az együttes facebook oldalán, hogy elhagyja a bandát eddig ismeretlen okok miatt.

## Dob
Steve Drum Workshop dobokon játszik, Vic Firth dobverőkkel, Zildjian cinekkel és Remo bőrökkel.
A legnagyobb példaképei Dave Grohl és Keith Moon.

## Egyéb tevékenységei/hobbijai
A doboláson kívül Stevo tud még zongorázni és gitározni is. Ő a Pain For Pleasure énekese és egyes Sum 41 számokban is énekel. Dobol még Cone hobbizenekarában, a The Operation M.D.-ben is (itt "Dr. Dinero" a neve).
Ezen kívül Stevo dobolta fel Avril új albumának (The Best Damn Thing) egy részét (Travis Barker mellett).
Zenei rendező karriert is kezdett, rendezett egy klipet a The Midway State-nek ("Change For You") és a The Operation M.D.-nek ("Sayonara").
Készített animációs kisfilmeket (pl.: "The Baby"), és több Sum 41 rövidfilm főszerepét is ő játszotta (pl.: "1-800-JUSTICE", "Public Service Announcements", "The Stache" és "Basketball Butcher"). Egyetlen mozifilmje, amiben szerepelt, az a "Dirty Love" című kanadai film, itt önmagát alakítja és kb. 7 percre tűnik fel.

## Videók
Videók, amiket rendezett:
- "Change For You" (2006) - The Midway State
- "Sayonara" (2007) - The Operation M.D.
- "The Fear Of A Nation" (2007) - One Second 2 Late
- "Underclass Hero" (2007) - Sum 41
- "Someone Like You" (2007) - The Operation M.D.

## Érdekességek
- A "Kerrang" a világ 40. legjobb dobosának választotta.

## Külső hivatkozások
- Hivatalos Sum 41 honlap
- Zildjian Artist Profile
- Article: Sum 41 drummer busy director